# عنصر نامطلوب

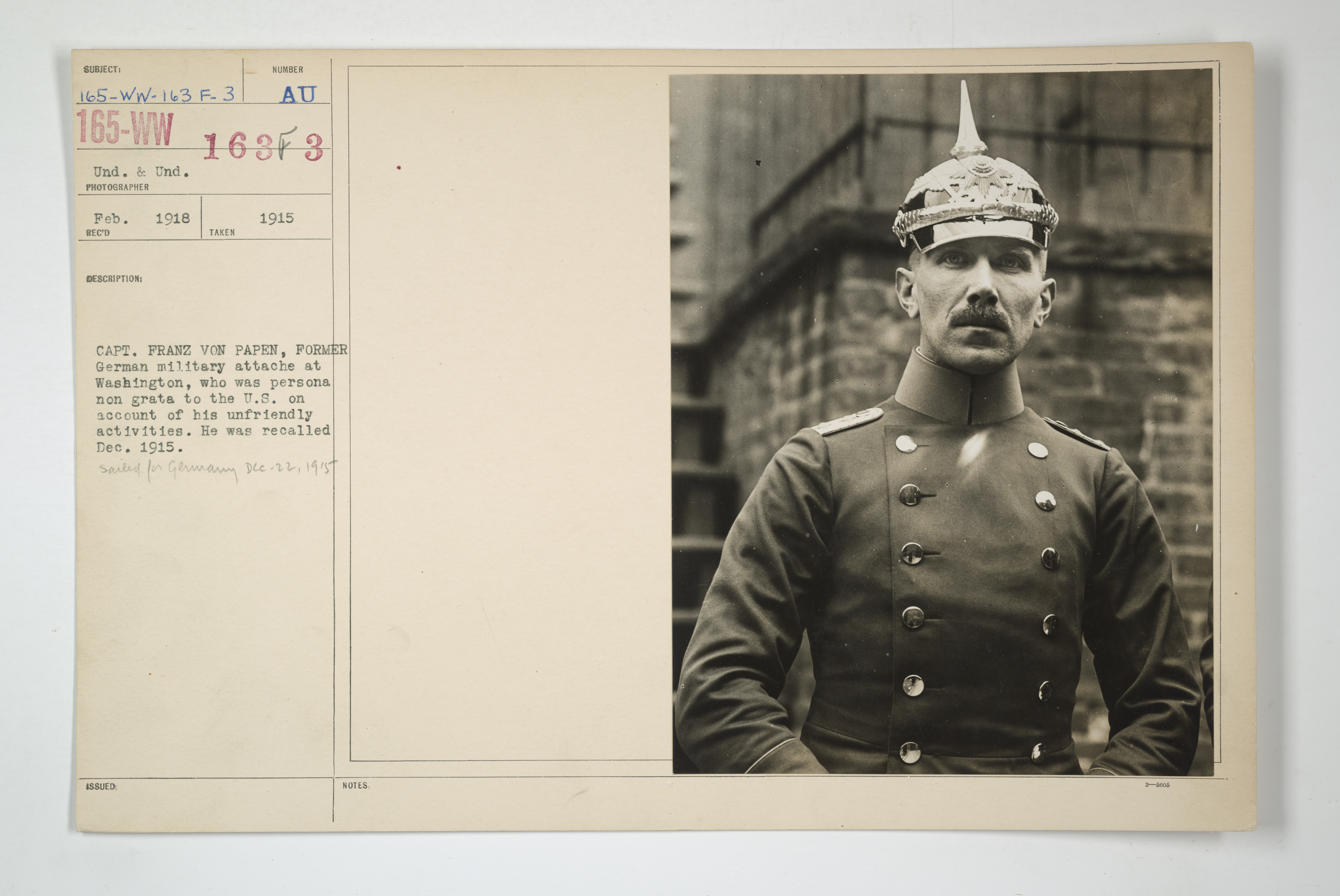
فرانتس فون پاپن، وابسته نظامی امپراتوری آلمان در ایالات متحده که در دسامبر ۱۹۱۵ توسط دولت آمریکا عنصر نامطلوب شناخته شد و اخراج شد

عنصر نامطلوب (به لاتین: Persona non grata) اصطلاحی در حقوق بین‌الملل است که ممکن است از سوی دولتی دربارهٔ شهروندان دیگر دولت‌ها و به ویژه دیپلمات‌ها به کار رود. کسی که عنصر نامطلوب شناخته شده‌است حق ورود یا اقامت در کشور پذیرنده را ندارد. دولت پذیرنده بدون نیاز به تعقیب قضایی و محاکمه می‌تواند عنصری را که نامطلوب شناخته از کشور اخراج کند. این امر به ویژه دربارهٔ دیپلمات‌ها که مصونیت دیپلماتیک دارند صورت می‌گیرد.

## روابط دیپلماتیک
بر اساس مادهٔ ۹ کنوانسیون وین راجع به روابط دیپلماتیک «دولت پذیرنده می‌تواند در هر زمان و بدون ارائهٔ هیچ توضیحی در خصوص تصمیمش» هر کدام از مأموران دیپلماتیک را عنصر نامطلوب یا مأمور متخلف خواند. مأموری که عنصر نامطلوب است و غیرقابل پذیرش قلمداد می‌شود، معمولاً توسط کشور فرستنده‌اش فراخوانده می‌شود. چنانچه کشور فرستنده اقدام‌های لازم را انجام ندهد، «کشور پذیرنده می‌تواند از شناسایی شخص به عنوان عضوی از هیئت دیپلماتیک خودداری کند و حتی او را اخراج نماید.»
درحالیکه مصونیت دیپلماتیک، مأموران را از تحت تعقیب قرار گرفتن به دلیل نقض قوانین مدنی و جزایی حمایت می‌کند، بر اساس مادهٔ ۴۱ و ۴۲ کنوانسیون ۱۹۶۱ وین، مأموران ملزم به رعایت قوانین و مقررات داخلی کشور پذیرنده هستند. نقض قوانین، اقدام علیه امنیت و منافع کشور پذیرنده، پرداختن به فعالیت‌های نامشروع یا هر عمل خلاف دیگر به تشخیص کشور پذیرنده، دخالت در امور داخلی آن کشور و نارضایتی از فعالیت‌های کشور فرستنده همگی می‌تواند منجر به عنصر نامطلوب شناخته شدن مأموران دیپلماتیک یک کشور شود. امروزه تقریباً در تمامی موارد، کشور فرستنده که مأمورش در کشور پذیرنده عنصر نامطلوب تشخیص داده شده‌است، طبق اصل تعامل به مثل، از مأمور آن کشور می‌خواهد کشورش را به عنوان یک عنصر نامطلوب ترک کند.